# 光る崖
『光る崖』（ひかるがけ）は、夏樹静子の推理小説。作者初の週刊誌小説として『サンデー毎日』に1976年9月5日号から1977年4月3日号まで連載された。
著者の夏樹は、ちょうど連載が始まる頃に夫の転勤に伴って名古屋に居を移すことが決まっていた。そのため、小説の舞台を名古屋にした女子高生の売春問題をテーマに執筆された。
1977年と2016年にテレビドラマ化された。

## 登場人物
千鳥 朱子（ちどり あきこ）
名古屋地検刑事部検事。33歳。千葉から名古屋に転勤してきたばかり。9歳の娘・鮎子をもつシングルマザーだが、現在は東京世田谷区松原に住む兄・関谷隆一郎宅にあずけている。
妻がいる郷原ともう会わないようにしなければと思いながらも、なかなか関係を清算できないでいる。
郷原 武彦（ごうはら たけひこ）
総合衣料品企業のMD（マーチャンダイザー）。妻の早苗が浮気相手とのドライブ中に事故を起こし、朱子と鮎子がそれに巻き込まれたことで知り合った。早苗は事故以降ずっと入院している。
北沢 昌代（きたざわ まさよ）
29歳。イギリス商社「メルビス・アンド・カンパニー・リミテッド」勤務。イギリス人化成品部長の秘書。
有恒（ありつね）
中央警察署刑事課警部補。
奥平 誠次（おくだいら せいじ）
18歳。アダチ工業という自動車修理工場に勤めている。
中尾 弘吉（なかお ひろきち）
52歳。生地問屋の社長。
赤司 晴江（あかし はるえ）
昌代の家の近くの木造アパートに住む主婦。
矢津（やづ）
朱子付きの検察事務官。
豊松 祥子（とよまつ しょうこ）
私立明城学園進学コースの2年生。
豊松 久仁子（とよまつ くにこ）
祥子の母。43歳。
豊松 元雄（とよまつ もとお）
祥子の父。衣料品問屋「一富士産業」販売部長。
山中 康子（やまなか やすこ）
明城学園経理コースの2年生。
野中 君枝（のなか きみえ）
明城学園経理コースの2年生。
富士田 悦夫（ふじた えつお）
中区東田町のスナック「珊瑚」の経営者。
山根 瑞枝（やまね みずえ）
売春の疑いで少年課に呼ばれる直前に納屋で首つり自殺した女子中学生。
山根 貞一（やまね ていいち）
瑞枝の年の離れた兄。

## テレビドラマ

### 1977年版
1977年4月8日から6月17日までTBS系列で金曜日午後10時から1時間枠で放映された。全11話。主演は田宮二郎。小説の連載中に田宮自ら編集長あてに電話をかけ、「郷原武彦に魅せられた。テレビドラマ化してあの役をぜひ自分にやらせてほしい」と申し出て、直接著者の夏樹に郷原の魅力を話して口説き落とし、テレビドラマ化が決まった。本作でプロデューサーをつとめた大山勝美は、本作を含んだ功績で1977年度の芸術選奨文部大臣賞を受賞した。

#### 出演（1977年版）
- 郷原武彦 - 田宮二郎
- 北沢昌代 - 山口果林
- 千鳥崇 - 津川雅彦
- 増田正 - 仲谷昇
- 豊松久仁子 - 中原早苗
- 豊松元雄 - 小林昭二
- 矢津文雄 - 下川辰平
- 奥平誠次 - 加納竜
- 豊松祥子 - 村地弘美
- 前田順二郎 - 荻島真一
- 斎藤譲 - 森本レオ
- 中尾弘 - 西田健
- 片桐誠 - 朝倉隆
- 小高ゆりえ - 沢野火子
- 芝木正子 - 三好美智子
- 郷原早苗 - 秋山しのぶ
- 豊松英和 - 森井信好
- 渡辺鮎子 - 加賀由美子
- 高見潔 - 久米明
- 久保営業部長 - 勝田久
- 社長 - 中村伸郎
- 脳外科医 - 入江正徳
- 高橋しの - 志賀真津子
- 田所健一郎 - 相沢治夫
- 大野巡査部長 - 高原駿雄
- 湯口刑事 - 蟹江敬三
- 富士田悦夫 - 人見きよし
- 有恒警部補 - 伊藤正次
- 小林刑事 - 神太郎
- 赤司晴江 - 石井富子
- 野中君枝 - 石原百代
- 山中康子 - 山本百合子
- 草薙純江 - 塚越はるみ
- 仲井刑事 - 金井大
- 静岡県警課長 - 織本順吉
- 編集長 - 草薙幸二郎
- 記者 - 渚健二
- 山崎淳一 - 矢崎滋
- 毎朝新聞記者 - 勝部演之
- カメラマン - 和田周
- 北沢昌代の叔母 - 賀原夏子
- 千鳥菊 - 沢村貞子
- 千鳥朱子 - 吉永小百合

#### スタッフ（1977年版）
- 原作 - 夏樹静子『サンデー毎日』連載（光文社刊）
- 脚本 - 山田信夫
- 制作プロデューサー - 大山勝美
- 演出 - 高橋一郎、坂崎彰
- 音楽 - コスモス・ファクトリー
- ナレーター - 林美雄
- 衣裳・美術協力 - 銀座 セキネ、アリエス紳士服
- 技術 - 相沢征二
- 映像 - 安藤健治
- 照明 - 和田洋一
- 音声 - 大友武士
- 美術制作 - 清水専三
- 美術デザイン - 高橋秀夫
- 音響効果 - 平田研吉
- カラー調整 - 小野英夫
- 製作著作 - TBS

### 2016年版
『夏樹静子サスペンス 光る崖』のタイトルで2016年2月20日にフジテレビで午後3時35分から5時30分まで関東地区のみで放送された。主演は高島礼子。

#### キャスト（2016年版）
- 千鳥朱子（東京地方検察庁検事） - 高島礼子
- 北沢昌代（スクールカウンセラー） - 山口紗弥加
- 郷原武彦（青年実業家） - 森岡豊
- 千鳥鮎子（朱子の娘） - 森迫永依
- 豊松加奈（鮎子の友人） - 山谷花純
- 豊松元雄（加奈の父） - 田中隆三
- 豊松久仁子（加奈の母） - 三浦理恵子
- 奥平誠次（重要参考人） - 稲葉友
- 中尾弘吉（WEB制作会社ラインコンテンツ会社役員） - 浅見小四郎
- 平岡鉄平 - 大下源一郎
- 矢津貴志（検察事務官） - 末原拓馬
- 林修一（鮎子の担任） - 伊藤正之
- 山根瑞希（自殺した女生徒） - 加藤里保菜
- 山根洋子（瑞希の伯母） - 芝村洋子
- 赤司晴江（昌代の隣人） - 大草理乙子
- 松田和樹 - 倉貫匡弘
- 野中由香（桜羽女学院生徒・鮎子のクラスメイト） - 小松美月
- 草薙純江 - 三田悠希
- 大野雅史（堀之内中央署生活安全課警部補） - 高杉亘
- 有恒芳昭（堀之内中央署刑事課警部補） - 宇梶剛士

#### スタッフ（2016年版）
- 原作 - 夏樹静子『光る崖』
- 脚本 - 旺季志ずか
- 技術プロデューサー - 瀬戸井正俊
- プロデューサー - 高石明彦、畑有紗
- 演出 - 水村秀雄
- 撮影 - 川口次男
- 照明 - 稲木健
- VE - 武田健文
- 録音 - 中山寿範
- 編集 - 張本征治
- 選曲 - 矢﨑裕行
- 企画協力 - ミストラル
- 編成企画 - 太田大（フジテレビ）
- 制作 - フジテレビ
- 制作・著作 - The icon